# Formuladeildin
La Formuladeildin  è la massima competizione del campionato faroese di calcio. È organizzato dalla FSF - Fótbóltssamband Føroya, la federazione calcistica locale dal 1942, anno in cui vinse il titolo la squadra del KÍ Klaksvík. Soltanto dal 1992 le Isole Fær Øer partecipano alle competizioni europee. La squadra più titolata del massimo campionato è l'HB Tórshavn.
In base al coefficiente UEFA, nella stagione 2014-2015 è il cinquantunesimo campionato più competitivo d'Europa.

## Storia
Il campionato fu fondato nel 1942, sebbene le squadre locali non abbiano avuto il diritto di disputare le coppe europee fino al 1992. Dal 1942 al 1975, il campionato ha avuto il nome di "Meistaradeildin" (Campionato dei Campioni). Solo quattro squadre parteciparono alla prima stagione: queste erano il KÍ Klaksvík (fondato nel 1904), il TB Tvøroyri (fondato nel 1892), il B36 Tórshavn (fondato nel 1936) e l'HB Tórshavn (fondato anche lui nel 1904). La squadra vincitrice fu il KÍ Klaksvík. Nel 1943 fu creata la 1. deild (il campionato corrispondente alla italiana Serie B), ma all'epoca non c'era il sistema di promozioni e retrocessioni come oggi. Il campionato fu comunque sospeso nel 1944 a causa dell'occupazione "amichevole" delle Isole Fær Øer da parte delle British Army.
Il campionato comunque riprese nel 1945 e vide aggiungersi in questi anni squadre come MB Miðvágur, SÍ Sørvágur e VB Vágur. Il SÍ Sørvágur esordì nel 1945 con un secondo posto, arrivando a vincere il campionato nel 1947, ma negli anni successivi la squadra retrocederà nelle serie minori, dalle quali ancora non ha fatto ritorno; le altre due invece non hanno mai vissuto stagioni esaltanti nel massimo campionato, ed oggi giocano anche loro nelle serie minori. Nel 1970, il KÍ Klaksvík era la squadra più titolata delle Fær Øer con 14 campionati vinti. Il numero di squadre comunque aumentò a sei nel 1971 con l'aggiunta dell'ÍF Fuglafjørður e a sette nel 1976 con l'aggiunta della NSÍ Runavík.
Sempre nel 1976 il nome del campionato cambiò in "1. deild" (Prima Divisione), con l'introduzione del sistema delle promozioni e delle retrocessioni. Alla fine della stagione 1976 una squadra sarebbe retrocessa ed un'altra sarebbe stata promossa dalla rinominata "2.deild" (Seconda Divisione). La prima squadra a retrocedere fu proprio l'ultima arrivata NSÍ Runavík, che non vinse neanche una delle dodici partite disputate.

## Formato
Le dieci squadre partecipanti si affrontano tre volte, per un totale di 27 giornate. La squadra campione delle Isole Fær Øer ottiene il diritto a partecipare alla UEFA Champions League partendo dal primo turno preliminare, mentre le squadre classificate al secondo e terzo posto sono ammesse alla UEFA Europa League partendo dal primo turno preliminare. Le ultime due classificate invece retrocedono direttamente in 1. deild.

## Squadre 2024
| Club            | Città        | Stadio            | Capienza | Posizione 2023             |
| --------------- | ------------ | ----------------- | -------- | -------------------------- |
| B36 Tórshavn    | Tórshavn     | Stadio Gundadalur | 5 000    | 4º posto in Formuladeildin |
| B68 Toftir      | Toftir       | Svangaskarð       | 6 000    | 7º posto in Formuladeildin |
| EB/Streymur     | Streymnes    | Við Margáir       | 1 000    | 6º posto in Formuladeildin |
| HB Tórshavn     | Tórshavn     | Stadio Gundadalur | 5 000    | 3º posto in Formuladeildin |
| ÍF Fuglafjørður | Fuglafjørður | Í Fløtugerði      | 3 000    | 8º posto in Formuladeildin |
| KÍ Klaksvík     | Klaksvík     | Djúpumýra         | 4 000    | Campione delle Far Oer     |
| NSÍ Runavík     | Runavík      | Við Løkin         | 4 000    | 1º posto in 1.Deild        |
| Skála ÍF        | Skála        | Undir Mýruhjalla  | 1 000    | 2º posto in 1.Deild        |
| Víkingur Gøta   | Leirvík      | Stadio Serpugerði | 3 000    | 2º posto in Formuladeildin |
| 07 Vestur       | Vágar        | á Dungasandi      | 2 000    | 5º posto in Formuladeildin |

## Le squadre
Sono 26 le squadre ad aver preso parte agli 83 campionati di Formuladeildin dal 1942 al 2025 (in grassetto):
- 78 volte:  HB Tórshavn
- 77 volte:  KÍ Klaksvík
- 76 volte:  B36 Tórshavn
- 59 volte:  TB Tvøroyri
- 41 volte:  VB Vágur
- 38 volte:  ÍF Fuglafjørður,  NSÍ Runavík
- 37 volte:  B68 Toftir
- 29 volte:  GÍ Gøta
- 23 volte:  EB/Streymur
- 17 volte:  Víkingur Gøta
- 15 volte:  B71 Sandur,  Skála ÍF
- 11 volte:  AB Argir
- 10 volte:  07 Vestur
- 9 volte:  LÍF Leirvík
- 7 volte:  MB Miðvágur,  Suðuroy
- 6 volte:  FS Vágar
- 4 volte:  SÍ Sumba,  SÍF Sandavágur
- 2 volte:  HB Tórshavn 2,  TB/FCS/Royn
- 1 volta:  B36 Tórshavn 2,  FC Hoyvík,  SÍ Sørvágur

## Albo d'oro

### Meistaradeildin
- 1942:  KÍ Klaksvík (1)
- 1943:  TB Tvøroyri (1)
- 1944 non disputato
- 1945:  KÍ Klaksvík (2)
- 1946:  B36 Tórshavn (1)
- 1947:  SÍ Sørvágur ()
- 1948:  B36 Tórshavn (2)
- 1949:  TB Tvøroyri (2)
- 1950:  B36 Tórshavn (3)
- 1951:  TB Tvøroyri (3)
- 1952:  KÍ Klaksvík (3)
- 1953:  KÍ Klaksvík (4)
- 1954:  KÍ Klaksvík (5)
- 1955:  HB Tórshavn (1)
- 1956:  KÍ Klaksvík (6)
- 1957:  KÍ Klaksvík (7)
- 1958:  KÍ Klaksvík (8)
- 1959:  B36 Tórshavn (4)
- 1960:  HB Tórshavn (2)
- 1961:  KÍ Klaksvík (9)
- 1962:  B36 Tórshavn (5)
- 1963:  HB Tórshavn (3)
- 1964:  HB Tórshavn (4)
- 1965:  HB Tórshavn (5)
- 1966:  KÍ Klaksvík (10)
- 1967:  KÍ Klaksvík (11)
- 1968:  KÍ Klaksvík (12)
- 1969:  KÍ Klaksvík (13)
- 1970:  KÍ Klaksvík (14)
- 1971:  HB Tórshavn (6)
- 1972:  KÍ Klaksvík (15)
- 1973:  HB Tórshavn (7)
- 1974:  HB Tórshavn (8)
- 1975:  HB Tórshavn (9)

### 1. Deild
| Anno | Vincitore           | Secondo      |
| ---- | ------------------- | ------------ |
| 1976 | TB Tvøroyri (4)     | HB Tórshavn  |
| 1977 | TB Tvøroyri (5)     | HB Tórshavn  |
| 1978 | HB Tórshavn (10)    | TB Tvøroyri  |
| 1979 | ÍF Fuglafjørður (1) | TB Tvøroyri  |
| 1980 | TB Tvøroyri (6)     | HB Tórshavn  |
| 1981 | HB Tórshavn (11)    | TB Tvøroyri  |
| 1982 | HB Tórshavn (12)    | TB Tvøroyri  |
| 1983 | GÍ Gøta (1)         | HB Tórshavn  |
| 1984 | B68 Toftir (1)      | TB Tvøroyri  |
| 1985 | B68 Toftir (2)      | HB Tórshavn  |
| 1986 | GÍ Gøta (2)         | HB Tórshavn  |
| 1987 | TB Tvøroyri (7)     | HB Tórshavn  |
| 1988 | HB Tórshavn (13)    | B68 Toftir   |
| 1989 | B71 Sandur (1)      | HB Tórshavn  |
| 1990 | HB Tórshavn (14)    | B36 Tórshavn |
| 1991 | KÍ Klaksvík (16)    | B36 Tórshavn |
| 1992 | B68 Toftir (3)      | GÍ Gøta      |
| 1993 | GÍ Gøta (3)         | HB Tórshavn  |
| 1994 | GÍ Gøta (4)         | HB Tórshavn  |
| 1995 | GÍ Gøta (5)         | HB Tórshavn  |
| 1996 | GÍ Gøta (6)         | KÍ Klaksvík  |
| 1997 | B36 Tórshavn (6)    | HB Tórshavn  |
| 1998 | HB Tórshavn (15)    | KÍ Klaksvík  |
| 1999 | KÍ Klaksvík (17)    | GÍ Gøta      |
| 2000 | VB Vágur (1)        | HB Tórshavn  |
| 2001 | B36 Tórshavn (7)    | GÍ Gøta      |
| 2002 | HB Tórshavn (16)    | NSÍ Runavík  |
| 2003 | HB Tórshavn (17)    | B36 Tórshavn |
| 2004 | HB Tórshavn (18)    | B36 Tórshavn |

### Formuladeildin
| Anno | Vincitore         | Secondo         |
| ---- | ----------------- | --------------- |
| 2005 | B36 Tórshavn (8)  | Skála ÍF        |
| 2006 | HB Tórshavn (19)  | EB/Streymur     |
| 2007 | NSÍ Runavík (1)   | EB/Streymur     |
| 2008 | EB/Streymur (1)   | HB Tórshavn     |
| 2009 | HB Tórshavn (20)  | EB/Streymur     |
| 2010 | HB Tórshavn (21)  | EB/Streymur     |
| 2011 | B36 Tórshavn (9)  | EB/Streymur     |
| 2012 | EB/Streymur (2)   | ÍF Fuglafjørður |
| 2013 | HB Tórshavn (22)  | ÍF Fuglafjørður |
| 2014 | B36 Tórshavn (10) | HB Tórshavn     |
| 2015 | B36 Tórshavn (11) | NSÍ Runavík     |
| 2016 | Víkingur Gøta (1) | KÍ Klaksvík     |
| 2017 | Víkingur Gøta (2) | KÍ Klaksvík     |
| 2018 | HB Tórshavn (23)  | NSÍ Runavík     |
| 2019 | KÍ Klaksvík (18)  | B36 Tórshavn    |
| 2020 | HB Tórshavn (24)  | NSÍ Runavík     |
| 2021 | KÍ Klaksvík (19)  | HB Tórshavn     |
| 2022 | KÍ Klaksvík (20)  | Víkingur Gøta   |
| 2023 | KÍ Klaksvík (21)  | Víkingur Gøta   |
| 2024 | Víkingur Gøta (3) | KÍ Klaksvík     |

### Vittorie per squadra
| Club               | Vittorie | 2° | Stagioni |
| ------------------ | -------- | -- | --- |
| HB Tórshavn        | 24       | 24 | 1955, 1960, 1963, 1964, 1965, 1971, 1973, 1974, 1975, 1978, 1981, 1982, 1988, 1990, 1998, 2002, 2003, 2004, 2006, 2009, 2010, 2013, 2018, 2020 |
| KÍ Klaksvík        | 21       | 11 | 1942, 1945, 1952, 1953, 1954, 1956, 1957, 1958, 1961, 1966, 1967, 1968, 1969, 1970, 1972, 1991, 1999, 2019, 2021, 2022, 2023                   |
| B36 Tórshavn       | 11       | 8  | 1946, 1948, 1950, 1959, 1962, 1997, 2001, 2005, 2011, 2014, 2015                                                                               |
| TB Tvøroyri        | 7        | 14 | 1943, 1949, 1951, 1976, 1977, 1980, 1987 |
| GÍ Gøta            | 6        | 3  | 1983, 1986, 1993, 1994, 1995, 1996 |
| Víkingur Gøta      | 3        | 2  | 2016, 2017, 2024 |
| B68 Toftir         | 3        | 1  | 1984, 1985, 1992 |
| EB/Streymur        | 2        | 5  | 2008, 2012 |
| ÍF Fuglafjørður    | 1        | 2  | 1979 |
| NSÍ Runavík        | 1        | 2  | 2007 |
| SÍ Sørvágur        | 1        | 1  | 1947 |
| VB Vágur (Suðuroy) | 1        | 1  | 2000 |
| B71 Sandur         | 1        | -  | 1989 |
| MB Miðvágur        | -        | 1  | --- |
| Skála ÍF           | -        | 1  | --- |

## Capocannonieri
| Anno | Miglior marcatore        | Squadra         | Reti |
| 1980 | Jóan Petur Olgarsson     | TB Tvøroyri     | 18   |
| 1981 | Jacobsen                 | HB Tórshavn     | 14   |
| 1982 | Jacobsen                 | HB Tórshavn     | 9    |
| 1983 | Hansen                   | B68 Toftir      | 10   |
| 1983 | Hans Leo í Bartalsstovu  | GÍ Gøta         | 10   |
| 1984 | Hoygaard                 | B68 Toftir      | 10   |
| 1985 |                          |                 |      |
| 1986 | Beinur Poulsen           | KÍ Klaksvík     | 14   |
| 1987 | Simun Petur Justinussen  | GÍ Gøta         | 12   |
| 1988 | Kurt Mørkøre             | Leirvík ÍF      | 13   |
| 1989 | Egill Steinþórsson       | VB Vágur        | 15   |
| 1990 | Gunnar Mohr              | HB Tórshavn     | 10   |
| 1990 | Jens Erik Rasmussen      | MB Miðvágur     | 10   |
| 1991 | Simun Petur Justinussen  | GÍ Gøta         | 17   |
| 1992 | Simun Petur Justinussen  | GÍ Gøta         | 14   |
| 1993 | Uni Arge                 | HB Tórshavn     | 11   |
| 1994 | John Petersen            | GÍ Gøta         | 21   |
| 1995 | Súni Fríði Johannesen    | B68 Toftir      | 24   |
| 1996 | Kurt Mørkøre             | KÍ Klaksvík     | 20   |
| 1997 | Uni Arge                 | HB Tórshavn     | 24   |
| 1998 | Jákup á Borg             | B36 Tórshavn    | 20   |
| 1999 | Jákup á Borg             | B36 Tórshavn    | 17   |
| 2000 | Súni Fríði Johannesen    | B68 Toftir      | 16   |
| 2001 | Helgi L. Petersen        | GÍ Gøta         | 19   |
| 2002 | Andrew av Fløtum         | HB Tórshavn     | 18   |
| 2003 | Hjalgrím Elttør          | KÍ Klaksvík     | 13   |
| 2004 | Sonni L. Petersen        | EB/Streymur     | 13   |
| 2005 | Christian Høgni Jacobsen | NSÍ Runavík     | 18   |
| 2006 | Christian Høgni Jacobsen | NSÍ Runavík     | 18   |
| 2007 | Ahmed Sylla              | B36 Tórshavn    | 18   |
| 2008 | Arnbjørn Hansen          | EB/Streymur     | 20   |
| 2009 | Finnur Justinussen       | Víkingur Gøta   | 19   |
| 2010 | Arnbjørn Hansen          | EB/Streymur     | 22   |
| 2010 | Christian Høgni Jacobsen | NSÍ Runavík     | 22   |
| 2011 | Finnur Justinussen       | Víkingur Gøta   | 20   |
| 2012 | Clayton                  | ÍF Fuglafjørður | 23   |
| 2013 | Klæmint Olsen            | NSÍ Runavík     | 21   |
| 2014 | Klæmint Olsen            | NSÍ Runavík     | 22   |
| 2015 | Klæmint Olsen            | NSÍ Runavík     | 21   |
| 2016 | Klæmint Olsen            | NSÍ Runavík     | 23   |
| 2017 | Adeshina Lawal           | Vikingur        | 17   |
| 2018 | Justinussen              | HB Torshavn     | 20   |
| 2019 | Klæmint Olsen            | Runavik         | 26   |
| 2020 | Klæmint Olsen            | Runavik         | 17   |
| 2021 | Dahl Mikkel              | HB Torshavn     | 27   |
| 2022 | Sølvi Vatnhamar          | Víkingur Gøta   | 20   |
| 2023 | Sølvi Vatnhamar          | Víkingur Gøta   | 21   |

## Competizioni europee
Dalla stagione 1992/1993 le Isole Fær Øer qualificano squadre per le competizioni europee. Fino al 1994 la vincitrice della 1. deild aveva accesso al turno di qualificazione di UEFA Champions League, mentre la vincitrice della Coppa nazionale disputava il turno di qualificazione della Coppa delle Coppe. Per la stagione 1994-95 l'UEFA decise di dirottare in Coppa UEFA anche la vincitrice del titolo nazionale delle federazioni agli ultimi posti nel ranking: le Isole Fær Øer si ritrovarono con due squadre in Coppa UEFA (successivamente una o due in UEFA, più una in Intertoto). A partire dal 1997-98, la situazione si stabilizzò definitivamente:
- la vincitrice della Formuladeildin partecipava al Primo turno di qualificazione di UEFA Champions League
- la seconda classificata in campionato e la vincitrice della Coppa nazionale (o, in alternativa, la sconfitta in finale se la vincente conclude la stagione entro i primi due posti) al primo turno di qualificazione di Coppa UEFA
- la terza classificata in campionato, o comunque la prima squadra non qualificata alle competizioni europee che ne abbia fatto richiesta, partecipa alla Coppa Intertoto.

Nella stagione 2009/10, a seguito dell'introduzione di un nuovo formato per la UEFA Champions League e della creazione della UEFA Europa League i criteri di accesso alle competizioni continentali sono cambiati:
- la vincitrice del campionato accede al secondo turno di qualificazione della UEFA Champions League.
- la seconda e la terza classificata del campionato accedono al primo turno di qualificazione della UEFA Europa League.
- la vincitrice della coppa nazionale accede al secondo turno di qualificazione della UEFA Europa League.

### UEFA Champions League
Ad oggi, l'HB Tórshavn detiene il record tra le squadre faroensi di partecipazione alla UEFA Champions League, con dieci gare disputate. L'unica squadra ad aver superato il primo turno di qualificazione è però stata il B36 Tórshavn, che nel 2006-07 superò i maltesi del Birkirkara, per poi risultare sconfitta contro i turchi del Fenerbahçe. Dalla stagione 2009-10 le squadre delle Fær Øer accedono direttamente al secondo turno di qualificazione.

### Coppa UEFA
Sono ben 50 i match disputati da squadre faroensi in Coppa UEFA: 14 di questi sono stati disputati dal GÍ Gøta. Così come per la Champions League, soltanto il B36 Tórshavn riuscì nell'impresa di superare il primo turno: avvenne nella stagione 2005-06 quando i faroensi batterono gli islandesi dell'ÍBV. Furono poi battuti al secondo turno dai danesi dell'Midtjylland (2-1 fuori casa, 2-2 a Tórshavn).

### UEFA Europa League
La UEFA Europa League è la competizione che a partire dalla stagione 2009/10 ha preso il posto della Coppa UEFA.

### Coppa delle Coppe
Sedici i match disputati da squadre faroensi per l'ormai defunta Coppa delle Coppe. Soltanto l'HB Tórshavn approdò al tabellone principale nella stagione 1993-94.

### Coppa Intertoto
A partire dall'edizione che si tenne durante l'estate 1997 l'UEFA decise di modificare la Coppa Intertoto, passando ad un formato che prevedeva tre turni ad eliminazione diretta, eliminando così la prima fase a gironi.